# Clorură de hafniu
Clorura de hafniu este o sare a hafniului cu acidul clorhidric cu formula chimică HfCl4.